# ليام أوبرين
ليام أوبرين (بالإنجليزية: Liam O'Brien)‏ ، من مواليد 5 سبتمبر 1964 ، لاعب كرة قدم إيرلندي سابق.
لعب مع منتخب إيرلندا لكرة القدم.

## روابط خارجية
- ليام أوبرين على موقع قاعدة بيانات كرة القدم.إي يو (الإنجليزية)
- ليام أوبرين على موقع ناشيونال فوتبول تيمز (الإنجليزية)
- ليام أوبرين على موقع عالم كرة القدم.نت (الإنجليزية)